# Palabras encadenadas (película)
Palabras encadenadas es una película española de Laura Mañá.

## Argumento
Laura (Goya Toledo) se encuentra amordazada en un oscuro sótano. Le muestran un vídeo de un asesino en serie. Se trata de Ramón (Darío Grandinetti), marido de Laura durante dos años. Este le propone un juego, el de las palabras encadenadas.

## Comentarios
Basado en la obra teatral de Jordi Galcerán, ganó el premio a la mejor banda sonora en el Festival de Cine de Málaga de 2003.

## Reparto
| Actor/Actriz      | Personaje            |
| ----------------- | -------------------- |
| Darío Grandinetti | Ramón                |
| Goya Toledo       | Laura                |
| Fernando Guillén  | Espinosa             |
| Eric Bonicatto    | Sánchez              |
| Blanca Apilánez   | Poli 1               |
| Alex Brull        | Agente 1             |
| Àngels Sirvent    | Señora Jauregui      |
| Susana Querol     | Abogada (Laura)      |
| Germán José       | Agente Ascensor      |
| Robert Forcadell  | Inspector Ascensor   |
| Mariona Perrier   | Madre de Ramón       |
| Alexis Hill       | Alumno con Problemas |
| Mikele            | Abogado (Ramón)      |
| Arturo Matamoros  | Juez                 |